# Sēja (novads)
Sēja est une municipalité (novads) de Lettonie, situé dans la région de Vidzeme. En 2009, sa population est de 2 464 habitants.